# بيت غفر (أمانة العاصمة)

تعديل مصدري - تعديل

بيت غفر هي إحدى قرى مديرية ضواحي الأمانة همدان التابعة لمحافظة أمانة العاصمة صنعاء اليمنية، بلغ  تعداد سكانها 4441 نسمة حسب الإحصاء الذي أجري عام 2004.